# ブイワン
株式会社ブイワンは福島県郡山市に本社を置き、郡山市を中心にスーパーマーケットを展開する企業。ブイチェーンに加盟し、「ブイチェーン」の屋号で営業する。CGCグループに加盟。

## 沿革
- 1997年6月5日　- ブイチェーン八山田店の所在地に株式会社ブイワンを設立。ブイシージーの直営店の経営を行う。

## 店舗（五十音順）
- 荒井店
- 大槻店
- 開成店
- 喜久田東原店
- 向陽台店
- 桑折店
- 富田東店
- 富久山店
- 緑ヶ丘店
- 八山田店

閉店
- 新市場前店
- ディスカ安積店